# Casa de los Montserrat de Catí
La Casa de los Montserrat de Catí, en la comarca del Alto Maestrazgo, provincia de Castellón, es un edificio catalogado como Bien de Relevancia Local, con la categoría de Monumento de interés local, con códigoː 12.02.042-018, por estar incluido en el expediente del Conjunto histórico artístico de Catí, que está catalogado a su vez como Bien de Interés Cultural.
Está ubicada en calle Mayor, anexa a la Casa de los Miralles

## Descripción
Su exterior está muy modificado, por lo que apenas quedan restos de la fachada gótica, pero como compensación, la parte interior del edificio presenta una bella escalera cuadrada con linterna como cubierta, convirtiéndose en uno de los pocos ejemplos existentes de este tipo a arquitectura en la zona del Maestrazgo.
También hay que hacer mención de las rejas artesanales que se conservan en la parte posterior de la casa.